# USS Vestal (AR-4)
O USS Vestal foi um navio de reparos operado pela Marinha dos Estados Unidos. Sua construção começou em março de 1907 no Estaleiro Naval de Nova Iorque e foi lançado ao mar maio do ano seguinte, entrando em serviço na frota em outubro de 1909. O navio iniciou sua carreira como um carvoeiro para a frota norte-americana com uma tripulação civil, atuando no Oceano Atlântico. Foi convertido em um navio de reparos em 1913, sendo comissionado nesta função em setembro. O Vestal deu suporte para a ocupação de Veracruz no México em 1914, indo atuar no Reino Unido depois da entrada dos Estados Unidos na Primeira Guerra Mundial, retornando para casa apenas em 1919.
A embarcação continuou servindo no período entreguerras sem grandes incidentes. O Vestal estava ancorado ao lado do couraçado USS Arizona na base de Pearl Harbor em 7 de dezembro de 1941 quando esta foi atacada pelo Japão. O Arizona foi destruído por uma explosão, danificando o Vestal. Este mesmo assim sobreviveu e ajudou nos esforços iniciais de resgate. Ele foi reparado e atuou na Guerra do Pacífico nas campanhas das Ilhas Salomão, Ilhas Gilbert e Marshall, Ilhas Marianas e Palau e Ilhas Vulcano e Ryukyu. O Vestal, durante seu serviço na guerra, realizou reparos em centenas de navios Aliados. Foi descomissionado em agosto de 1946 e desmontado em julho de 1950.